# Ménilmontant Football Club 1871
Ménilmontant Football Club 1871 (MFC 1871) és un club de futbol francès fundat el 2014 a París. El seu nom fa referència a Ménilmontant, un barri parisenc de tradició anarquista que va tenir un paper destacat en la insurrecció proletària de la Comuna de París de 1871. La seva consigna és «Estima el futbol, odia el feixisme» i els seus colors representatius són el roig i el negre. En el seu logotip, el veler fa referència a la ciutat de París, i està adornat amb canons per a recordar la Comuna.
L'MFC 1871 és un club autogestionat i les decisions es voten en assemblea. Es defineix per la seva identitat popular i antifeixista que aporta una alternativa al futbol negoci i rebutja qualsevol forma de discriminació.

## Història
El juny del 2018 va arribar per primera vegada a la segona volta de la Copa francesa de futbol després de vèncer el CS Ternes Paris.
El 2020, el Ménilmontant FC va ser sancionat amb la clausura temporal de l'estadi i una multa de 800 euros per mostrar una pancarta amb el lema: Ici on rêve que les poulets rôtissent («Aquí somiem amb pollastres rostits»), en referència a la cançó «Point of departure» del raper Hugo TSR, i un cotxe de policia en flames. L'any 2022 el club va posar en marxa una secció femenina.